# Philippe-Jacques de Loutherbourg
Philippe-Jacques de Loutherbourg, född 31 oktober 1740 i Strasbourg, död 11 mars 1812 i Chiswick i västra London, var en franskfödd brittisk konstnär. Han målade främst landskaps- och marinmåleri, ofta med militär anknytning. 
Han gick till en början i skola hos sin far (1698–1768) som var en polskättad miniatyrmålare i Strasbourg med samma namn, varför de ibland benämns den äldre respektive den yngre. Efter att ha blivit antagen som agréerad (ledamot på försök) i Konstakademin i Paris 1763 kunde han fyra år senare ställa ut på salongen. Där visade han bland annat Skeppsbrott och Strid på havet mellan soldater och orientaliska pirater som inköptes av den svenska ambassadören Gustaf Philip Creutz och nu ingår i Nationalmuseums samlingar. 
Loutherbourg bosatte sig permanent i London 1771 och är även känd under sitt engelska namn Philip James de Loutherbourg.

## Målningar (urval)

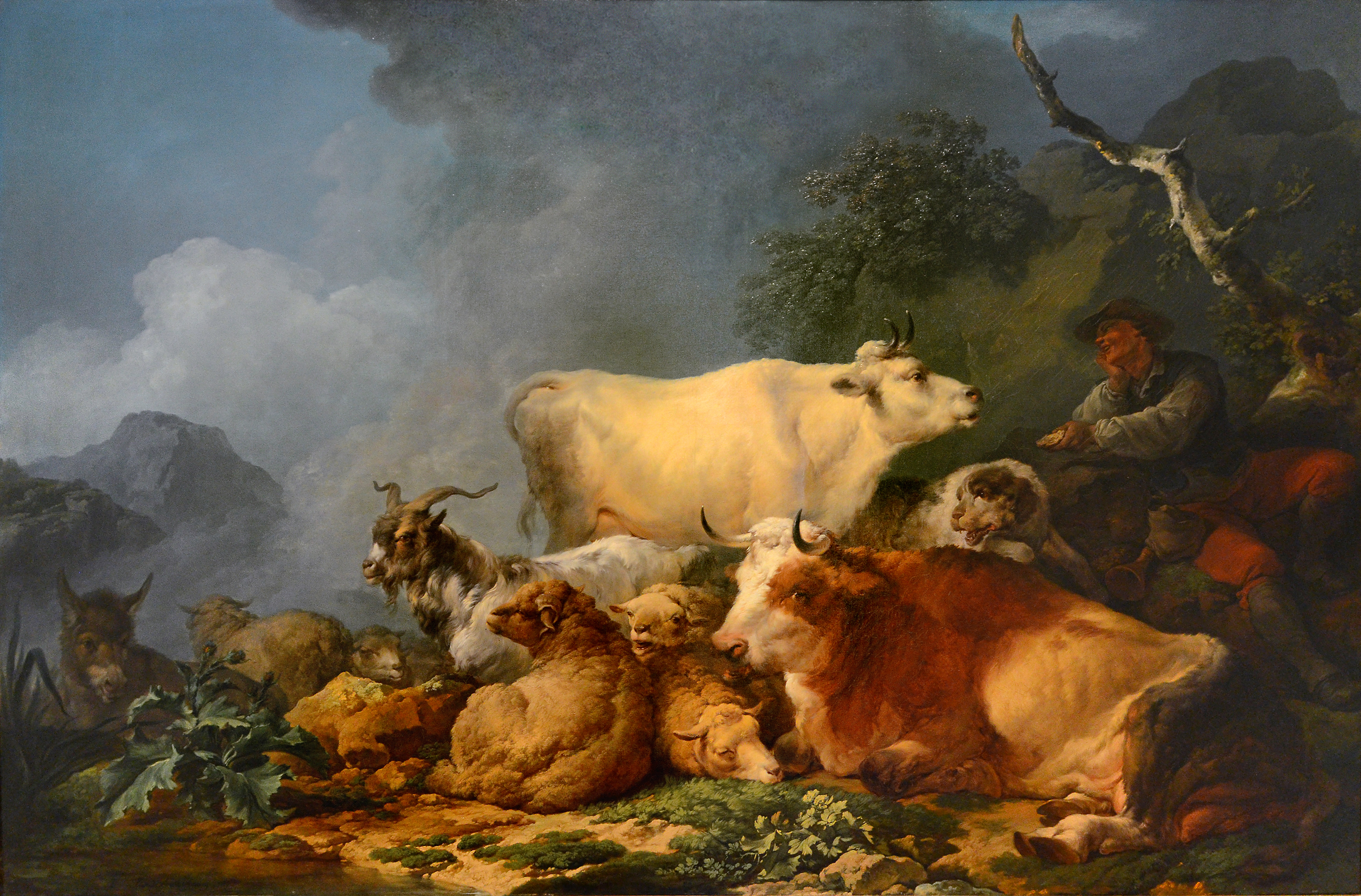
Paysage avec animaux (1767), Musée des Beaux-Arts de Strasbourg.
Skeppsbrott (cirka 1767), Nationalmuseum.[10]
Strid på havet mellan soldater och orientaliska pirater (1767), Nationalmuseum.[11]
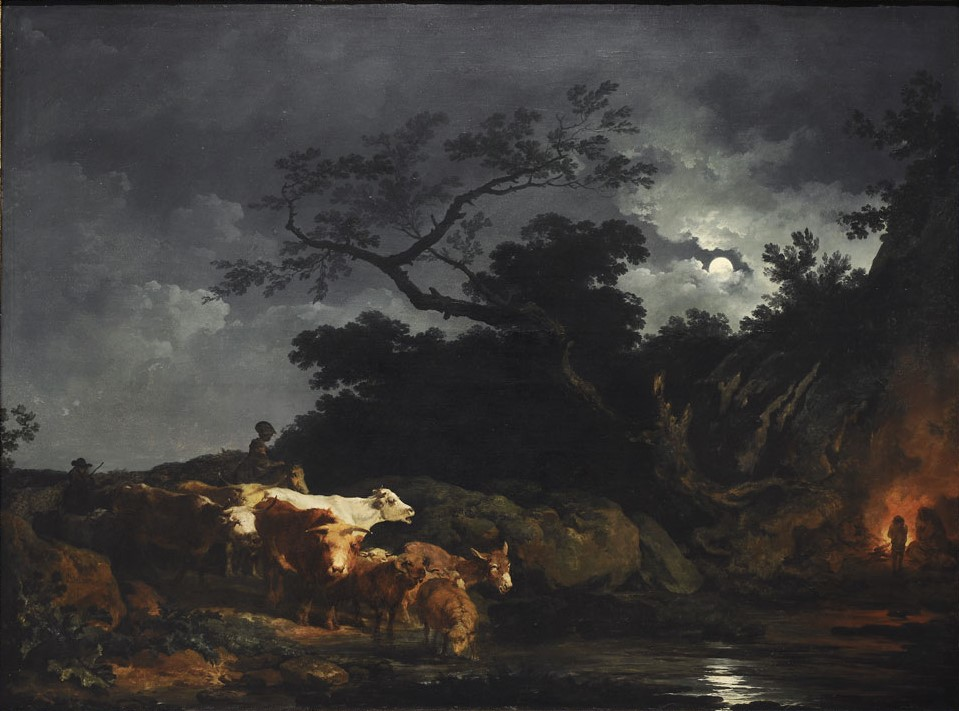
Clair de lune (1777), Musée des Beaux-Arts de Strasbourg.
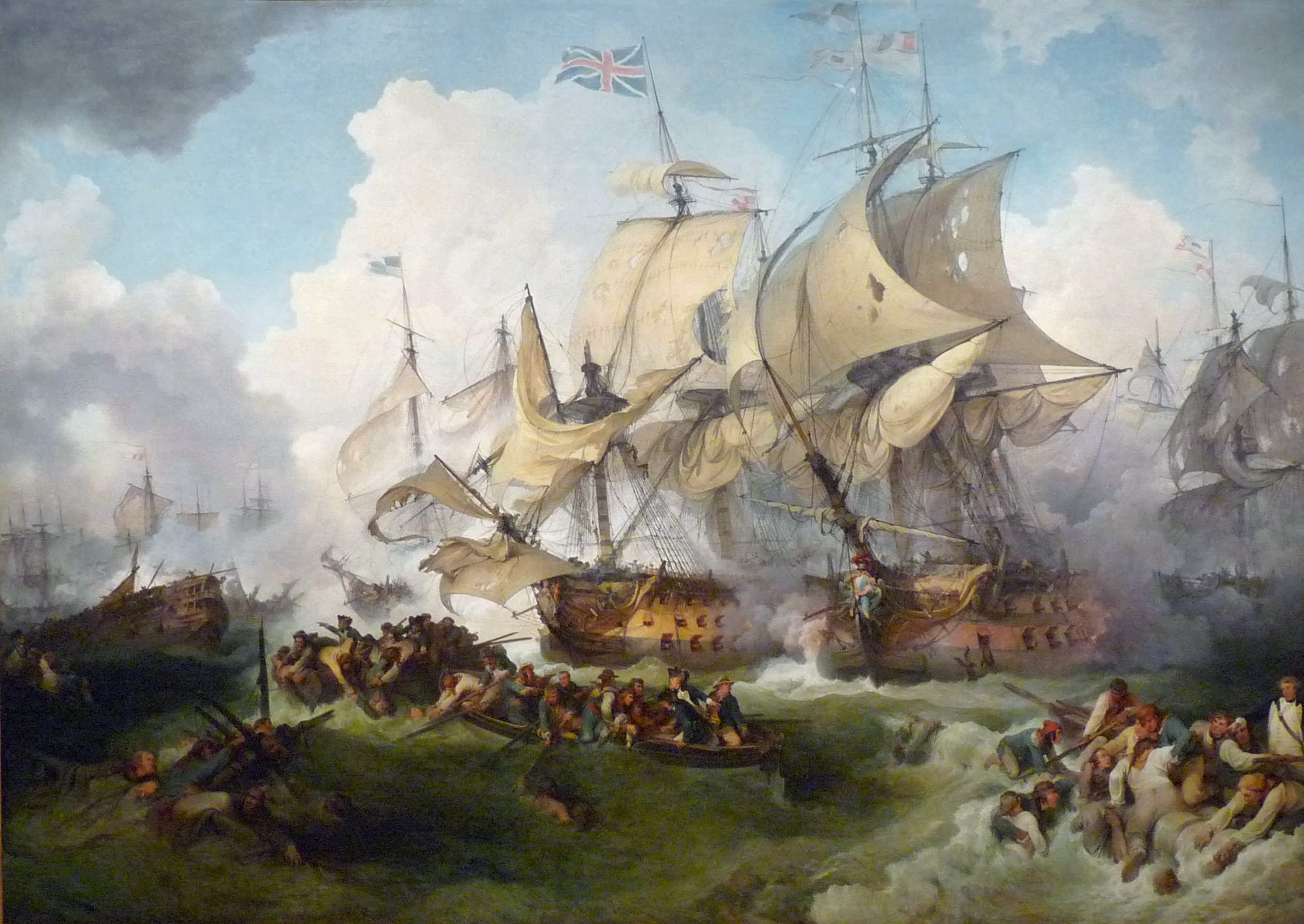
The Battle of the First of June, 1794 (1795), National Maritime Museum i Greenwich.
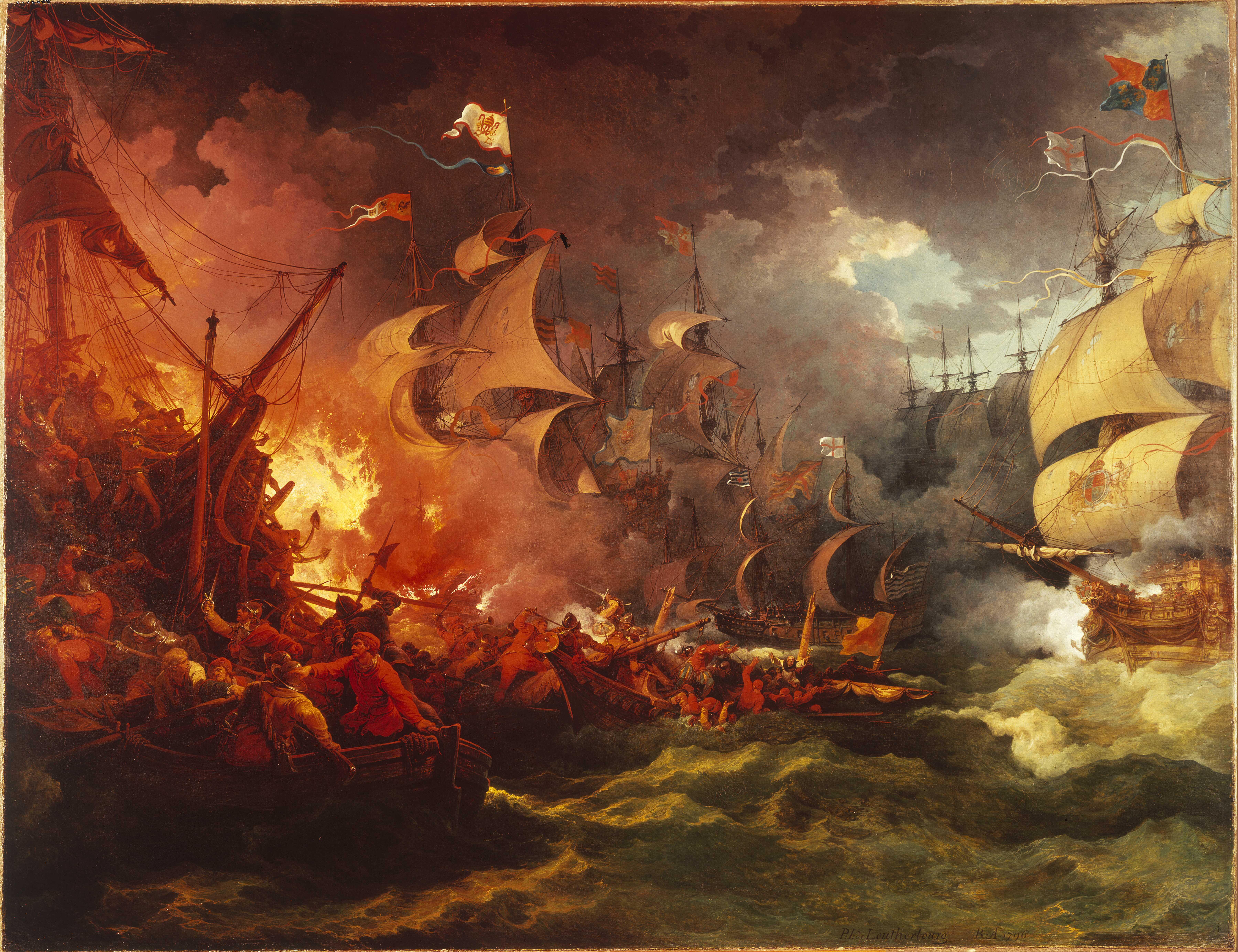
Defeat of the Spanish Armada, 8 August 1588 (1796), National Maritime Museum.
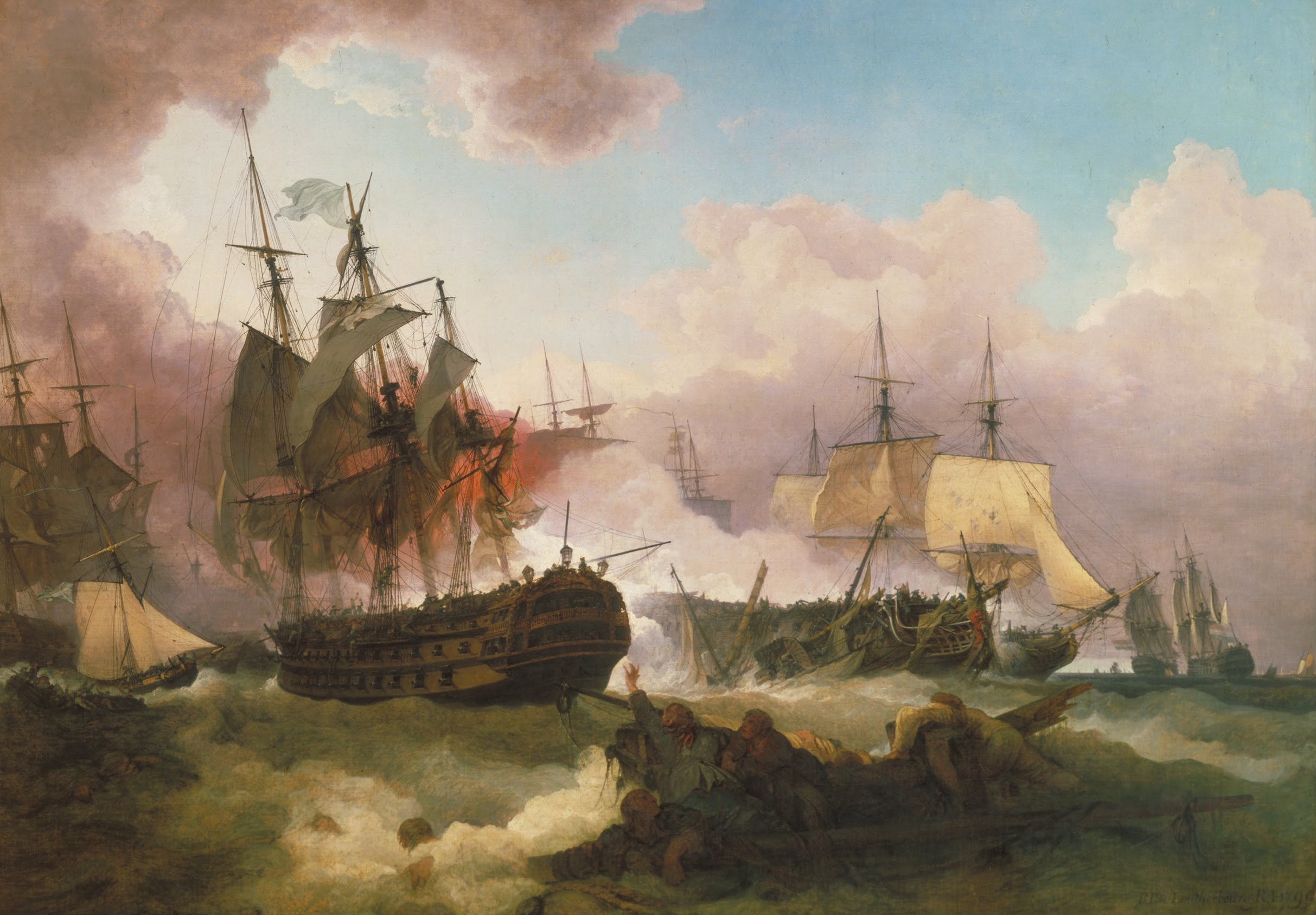
The Battle of Camperdown (1799), Tate Britain.
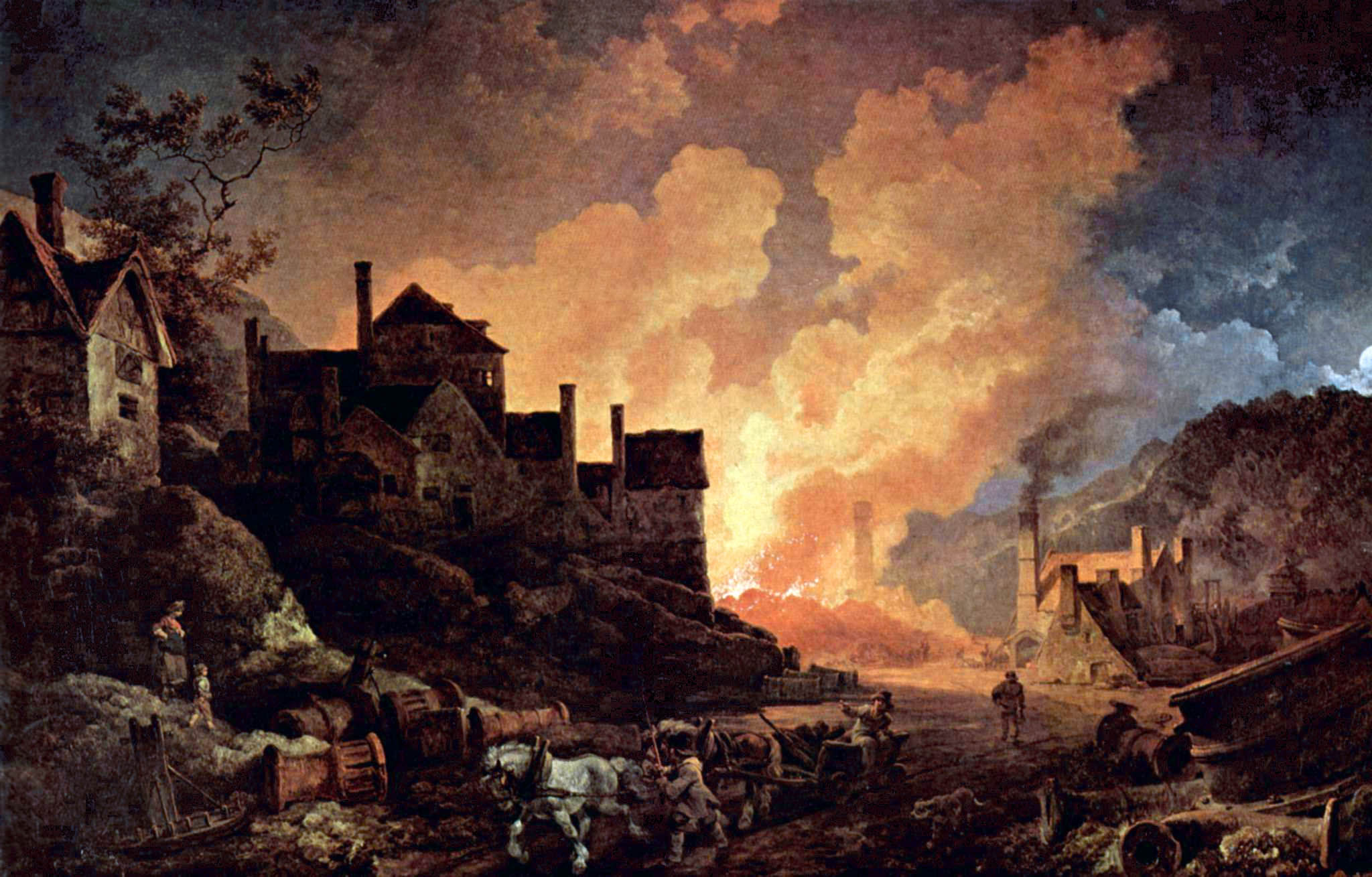
Coalbrookdale by Night (1801), Science Museum i London.